# Total War: Shogun 2
Total War: Shogun 2 est un jeu vidéo de stratégie au tour par tour et de tactique en temps réel développé par Creative Assembly et publié par Sega en mars 2011. Le jeu est le septième opus de la série des Total War se caractérisant par son mélange entre des phases de stratégie au tour par tour, lors desquels le joueur gère son empire province par province, et des phases d'affrontements tactiques se déroulant en temps réel dans un environnement en trois dimensions. Le jeu se déroule dans le Japon féodal du XVIe siècle, peu après la guerre d'Ōnin, le joueur incarnant un daimyo – un seigneur de guerre japonais – tentant de conquérir le pays et d’en devenir le shogun. Pour cela, le joueur peut faire appel à la puissance de son armée mais aussi à la religion, à l’espionnage, à la diplomatie et à l’économie. À sa sortie, le jeu est bien reçu par la presse spécialisée qui souligne la simplification et le perfectionnement de son système de jeu. En septembre 2011, le jeu a bénéficié d'une première extension – baptisée L'essor des Samuraïs – dont les événements se déroulent 400 ans avant ceux du jeu original. Il a ensuite bénéficié d'une deuxième extension publié sous la forme d'un stand-alone en mars 2012 sous le titre La fin des Samuraïs.

## Trame
Total War: Shogun 2 se déroule au XVIe siècle dans le Japon féodal, à la suite de la guerre d'Ōnin. Le pays est divisé en clans rivaux locaux dirigé par des seigneurs de guerre, chacun luttant pour le contrôle de l'archipel. Le joueur prend le contrôle d'un de ces clans, dans le but de dominer les autres factions et d'affirmer son pouvoir sur le Japon en prenant possession de Kyoto et en devenant Shogun.

## Système de jeu
Total War: Shogun 2 est un jeu vidéo de stratégie dont l’objectif est de conquérir le Japon médiéval afin d’en devenir le shogun. Pour cela, le joueur peut faire appel à la force mais aussi à la religion et à la diplomatie. Comme ses prédécesseurs, le jeu mélange des phases de stratégie au tour par tour, lors desquels le joueur gère les différentes provinces sous son contrôle et déplace ses armées, avec des phases combats tactiques en temps réel se déroulant sur des champs de batailles spécifiques.

### Factions
Le jeu propose un total de huit factions en plus d'une neuvième faction, pour le tutoriel, neuf pour l'édition limitée avec une dixième pour le tutoriel, chacun ayant une position de départ unique et munis de légères différences militaires et politiques.Avec le pack téléchargeable Ikko-Ikki, le joueur a droit à une onzième faction. Les clans jouables sont :
- Les Hojo, maîtres bâtisseurs. Seul clan jouable à avoir deux provinces de départ, ils ont des réductions sur le coût de construction des bâtiments, des bonus sur les revenus et ils peuvent recruter des unités de siège supérieurs.
- Les Oda sont les plus grands administrateurs de paysans du Japon, et ceux-ci leurs coûtent moins cher à recruter.
- Les Hattori sont un clan ninja de la province d'Iga. Ils ont une frontière avec Kyoto, ce qui leur permet de capturer Kyoto plus vite. Enfin, leurs unités peuvent se déployer hors zone de déploiement.
- Les Mori sont les maîtres des mers.
- Les Shimazu les meilleurs bretteurs.
- Les Chosokabe de grands archers et de grands cultivateurs vivants sur Shikoku.
- Les Uesugi repose sur la sagesse de ses moines et sur le commerce.
- Les Date priorise les unités maniant le no-dachi et la charge lors des batailles.
- Les Tokugawa sont les maîtres de l'intrigue, ils entrainent de meilleurs ninjas.
- Les Takeda, maîtres des chevaux, leur province de départ est Kai.
- Les Ikko-Ikki, enfin, sont une secte. Ils ne peuvent pas recruter de samouraïs, mais ont de puissantes unités de moines combattants Ikko.
- Les Otomo sont les chrétiens de ce conflit. Ils peuvent recruter des unités disposant de fusils à mèche.

L'Ascension du Samouraï ajoute également :
- Famille Minamoto :
  - Kamakura
  - Kiso
- Famille Taira :
  - Fukuhara
  - Yashima
- Famille Fujiwara :
  - Hiraizumi
  - Kubota

### Phase stratégique
Pour la première fois dans la série Total War, la carte de campagne est entièrement en 3D, et le joueur peut ainsi la faire pivoter. Il doit superviser le développement de ses villes, la production militaire, la croissance économique, et les progrès technologiques. À chaque tour, il peut déplacer ses armées et ses agents d'une certaine distance. Ses armées, généralement menées par des généraux, peuvent déclencher des batailles contre des armées ennemies en les attaquant, faire le siège d'une ville, monter à bord de navires pour se déplacer sur l'océan, ou endommager des structures économiques ennemies. Les généraux et les unités qu'ils commandent peuvent gagner de l'expérience au cours des batailles, et le joueur peut gérer le développement de ses généraux en affectant des points à un arbre de compétences qui fournissent des bonus. Il peut aussi déplacer ses navires pour attaquer des flottes ennemies, faire le blocus d'un port ennemi, ou prendre possession de comptoir commerciaux pour commercer avec l'étranger. Le joueur dispose également d'agents, comme les espions ninja, le contre-espionnage metsuke ou l'assassin geisha. Le joueur dirige également la politique familiale au sein du clan, en désignant certains généraux à des postes de prestige comme conseiller militaire, en mariant ses filles avec ses généraux afin de les fidéliser, ou avec d'autres clans pour forger des alliances. Un volet diplomatique permet de gérer les relations avec les autres clans, en leur déclarant la guerre ou en faisant alliance, obtenir des accords commerciaux ou un droit de passage pour ses armées. Il doit gérer sa réputation diplomatique, en versant des pot-de-vin ou en offrant ses enfants en otage. Contrairement aux précédents opus de la série, il n'y a pas d'agents diplomatiques : au cours de l'exploration de la carte par ses agents, armées ou flottes, de nouveaux clans découverts s'ajoutent à une liste, qui permet à tout moment d'établir un échange diplomatique avec eux.
Le joueur dispose également d'un arbre des arts, orientés entre gestion économique et aptitudes militaires, où chaque nouvel art nécessite un certain nombre de tours pour être développé. Les arts fournissent des capacités spéciales à des unités, améliorent leur statistiques, ou débloquent de nouveaux bâtiments économiques ou militaires.

### Phase de combat
Les batailles dans le jeu, que ce soit sur terre ou sur mer, impliquent des batailles à grande échelle entre les armées qui se rencontreront sur la carte de campagne. Contrairement aux châteaux forts européens, les châteaux japonais avaient plusieurs niveaux, et les batailles de siège mettent moins l'accent sur la défense des murs et davantage sur de courts affrontements et des manœuvres tactiques. Le joueur dirige ses navires sur les cartes de batailles navales.
Les batailles terrestres reposent sur le déplacement tactique d'unités militaires, généralement commandées par un général. Le système de jeu repose sur une version de pierre-feuille-ciseaux, où la cavalerie bat les épéistes, les lances battent la cavalerie, et les épéistes battent les lances. Les unités d'attaque à distance, comme les archers, les arquebusiers ou les engins de siège, font des dégâts à distance à tous, mais sont facilement détruit au corps à corps par tous les autres types d’unités.
Les généraux et quelques unités disposent de capacités spéciales qui ont un temps de repos après chaque utilisation, comme les flèches enflammées ou un cri qui effraie l'ennemi. Certaines unités spéciales disposent de techniques particulières, comme les ninjas qui se déplacent furtivement sur le champ de bataille. Le joueur peut également recruter des héros, des unités uniques très solides.
Le relief du champ de bataille joue un rôle prépondérant. Les rivières ralentissent les déplacements et provoquent des goulets d'étranglement au passage d'un gué ou d'un pont. Les pentes ralentissent la progression des soldats et donnent des avantages à celui qui les descend, et elles offrent aussi de claires lignes de tir à des archers positionnés sur plusieurs lignes. Les forêts permettent de dissimuler des unités pour tendre une très efficace embuscade, et entraînent une forte baisse des capacités de combat de la cavalerie.
Le moral des troupes joue un rôle prépondérant, et il est affecté par des pertes importantes, les capacités spéciales de certaines unités et des généraux, l'usage des armes à feu, les charges dans le dos ou les flancs pendant un combat, l'encerclement, ou la mort d'un général. Une unité au moral trop bas s'enfuit du champ de bataille, et les soldats qui la composent sont facilement tués.
Les unités ayant bien combattu deviennent des vétérans, gagnant en expérience et en solidité. Sur la carte de campagne, elles récupèrent un peu de leurs pertes à chaque tour, suivant certains mécanismes du jeu, influencées par exemple par les bâtiments présents dans la ville de la province où se trouve l'armée. Mais elles ne peuvent recruter des remplaçants en territoire ennemi, et y subissent des pertes en hiver.

### Modes de jeu
Shogun 2 dispose d'un large volet multijoueur, relativement bogué à la sortie du jeu, mais que plusieurs patch ont en partie corrigé. Au cours de sa campagne solo, le joueur peut permettre à un autre joueur pris au hasard de prendre le contrôle de l'armée qu'il affronte. Des campagnes multijoueurs se déroulent comme les campagnes solo mais en affrontant des joueurs humains.
Un mode "conquête de l'avatar" permet de développer son général, de personnaliser son apparence et celle de ses unités vétérans, et de conquérir la carte du Japon en y débloquant de nouveaux types d'unités et bonus.L'avatar est personnalisable sans internet, et il est possible de jouer en solo contre l'IA avec lui, mais ce dernier n'évoluera qu'en combattant d'autres joueurs humains. Le joueur peut rejoindre un clan lié à un groupe Steam. Les clans sont répartis en groupes et ligues, et s'affrontent pour la conquête des provinces du Japon. Ces conquêtes rapportent des points permettant d'ajouter des compétences spéciales à certaines unités vétérans.

## Développement

### Bande-son
La Bande-son a été, comme pour le reste de la série, réalisée par Jeff van Dyck. Elle est très entraînante, jouant sur le moderne et l'ancien. C'est le groupe australien Taik'Oz qui a servi d'« orchestre des tambours », et les shamisens, kotos et autres instruments à cordes étaient sous la direction de Jeff. Enfin, les chœurs seraient chantés par l'équipe de Pawel Wojs, le directeur artistique de "The Creative Assembly". Les principaux titres, au rythmes endiablé ou calme, sont:

## Versions et extensions

### Versions
Le jeu est publié en quatre éditions différentes:
- Standard avec juste le jeu.
- Limitée qui comprend une faction jouable unique (le clan Hattori), un scénario historique en plus (la bataille Nagashino) ainsi qu'un set complet d'armure pour l'avatar en ligne du joueur et de l’expérience supplémentaire.
- Collector qui reprend le contenu de l'Édition Limitée avec une boîte décorée bambou intégrant une réplique du livre d'art de Total War: Shogun 2 et une figurine détaillée de Shingen Takeda.
- Grand Maître qui reprend l'Édition Collector avec un échiquier en bambou sur le thème de Shogun 2. Cette édition est cependant exclusive au marché Anglais et Australien[5],[6].

De plus des bonus viennent s'ajouter dans le cadre des pré-commandes auprès de divers revendeurs:
- chez Gamestop, les joueurs débloquent la bataille historique de Kawagoe. Elle prit place en 1545 et vit le clan Hojo lancer une contre attaque nocturne sur ses assiégeants du clan Uesugi[7].
- chez Best Buy, les joueurs débutent avec 1,000 Koku, la monnaie dans Shogun 2, leur permettant d'entraîner de nouvelles troupes ou d'améliorer leur ville en tout début de campagne[7].
- chez Steam, plusieurs offres ont été annoncées. Le Shogun Pack pour Team Fortress 2, pouvant être acquis avant la sortie officiel, contient huit objets de l'époque féodale japonaise tel qu'un sashimono, un katana, un kunai ou un gunbai (éventail de guerre)[8]. Un second pack intitulé Total War Collection fut proposé le 10 mars 2011. Il consiste à regrouper tous les principaux titres de la série à savoir Empire: Total War, Medieval 2: Total War, Rome: Total War, et Napoleon: Total War. Shogun 2: Total War est inclus dans le pack mais activé que le 14 mars 2011.
- Le Blood Pack ajoute hémoglobine et boyaux au jeu, et le pack d'unités du Sengoku Jidai permet de jouer de nombreuses unités spécifiques à chaque clan

### Extensions

#### L'Essor des samouraïs
Le jeu a bénéficié d'une première extension développé par The Creative Assembly et publiée par Sega le 27 septembre 2011. Baptisée L'essor des Samouraïs, celle-ci inclus notamment une nouvelle campagne retraçant la guerre de Genpei, un conflit ayant opposés les familles Minamoto, Taira et Fujiwara entre 1180 et 1185 et ayant débouché sur le premier shogunat et sur l'accession des samouraïs au rang de classe dominante du Japon. Dans celle-ci, le joueur peut choisir de contrôler un des six clans intervenant dans le conflit, chacun étant rattaché à l'une des trois familles. L'extension inclus également seize nouvelles unités militaires, quatre nouveaux agents, quatre nouveaux héros, dix nouveaux navires et de nouvelles capacités spéciales,.

#### La Fin des samouraïs
Le jeu a bénéficié d'une deuxième extension développé par The Creative Assembly et publiée sous la forme d'un stand-alone par Sega le 23 mars 2012. Baptisée La fin des Samuraïs, celle-ci inclus notamment une nouvelle campagne retraçant les événements ayant menés à la restauration de Meiji qui, sous l'influence grandissante de l'occident, voit le Japon à se moderniser et abolir son système féodal dominé par les samuraïs. Dans celle-ci, le joueur peut choisir de contrôler un des six clans intervenant dans le conflit, ces derniers soutenant soit le shogunat, soit l'empereur du Japon. L'extension inclut également :
- De nouvelles puissances étrangères : Les nations américaine, britannique et française ont joué un rôle prépondérant dans la guerre de Boshin : les relations que vous entretiendrez avec ces puissances étrangères auront une influence sur votre capacité à recruter des unités et à faire progresser votre arborescence des technologies.
- Une nouvelle carte de campagne : le Japon au XIXe siècle
- La nouvelle île d'Ezo agrandit la carte de campagne de SHOGUN 2 vers le nord.
- Les villes ont été entièrement redessinées, tout comme certains aspects de la carte de campagne, afin de correspondre à cette nouvelle ère : les lignes de chemin de fer font ainsi leur apparition pour la première fois dans un jeu de la série Total War.
- Des lignes de chemin de fer sur la carte de campagne : Mettez en place votre propre réseau ferroviaire afin de pouvoir déplacer vos armées et vos agents d'une région à l'autre. Les lignes de chemin de fer peuvent être sabotées et les trains bloqués par les armées adverses, susceptibles de prendre le contrôle de certaines lignes ou de certaines gares.
- 39 nouvelles unités terrestres, avec notamment des unités modernes à distance, équipées de mitrailleuses Gatling et de canons Armstrong et contrôlables dans un nouveau mode solo. De nouvelles unités peuvent également être recrutées chez les puissances étrangères, tel que les unités Royal Marines britanniques, Corps des Marines américain et Infanterie de marine française.
- 10 nouveaux types d'unités navales et un total de 21 navires différents incluant notamment des navires de guerre à vapeur lourdement armés et équipés d'une artillerie moderne.Vous pouvez également acheter des navires de guerre étrangers, comme le Cuirassé.
- Un nouveau type de bataille de siège (port). Ce nouveau type de bataille s'active lorsqu'une faction tente d'assiéger un port occupé par l'ennemi. La flotte des assaillants doit entrer dans le port et le capturer, s'exposant ainsi aux tirs des défenses côtières.
- De nouvelles interactions entre unités terrestres et unités navales : Au cours d'une bataille terrestre, les armées peuvent désormais demander des tirs de barrage à des navires alliés. Inversement, il est possible de placer (en fin de tour, dans la limite des améliorations de défense côtière) des canons sur les côtes pour bombarder les navires ennemis lors des sièges de ports.
- Bombardements sur la carte de campagne : les unités navales sont à même de tirer sur les armées et les villes situées dans les zones côtières adjacentes sur la carte de campagne.
- 3 nouveaux types d'agent : Le vétéran étranger, l'Ishin Shishi et le Shinsengumi. Chacun d'entre eux a sa propre arborescence de compétence. Les arborescences des agents ninja et geisha ont également été mises à jour.
- Une mécanique de siège améliorée : De nouvelles tours de défense améliorables peuvent être érigées avec une spécialité de défense précise : archerie, fusils à mèche ou mitrailleuses Gatling.
- 4 nouvelles batailles historiques de la guerre de Boshin.

Multijoueur 2.0
Une nouvelle carte de conquête, redessinée pour représenter le pays au XIXe siècle.
Un avatar La Fin des Samouraïs flambant neuf, avec :
Plus de 40 nouveaux vassaux
Plus de 30 nouvelles pièces d'armure
Une nouvelle arborescence de compétences XIXe siècle pour l'avatar
Des avatars multiples : les joueurs peuvent entamer plusieurs carrières différentes dans Shogun 2 et La Fin des Samouraïs.

## Accueil
| Total War: Shogun 2   |      |        |
| Média                 | Nat. | Notes  |
| Canard PC             | FR   | 7/10   |
| Eurogamer             | GB   | 9/10   |
| Gamekult              | FR   | 9/10   |
| GameSpot              | US   | 90 %   |
| GameSpy               | US   | 4/5    |
| IGN                   | US   | 90 %   |
| Jeuxvideo.com         | FR   | 18/20  |
| Joystick              | FR   | 19/20  |
| PC Jeux               | FR   | 92 %   |
| Compilations de notes |      |        |
| Metacritic            | US   | 90 %   |
| GameRankings          | US   | 87.1 % |